# Chlorid platnatý
Chlorid platnatý je chemická sloučenina se vzorcem PtCl2. Jde o důležitý prekurzor pro přípravu dalších sloučenin platiny. Existuje ve dvou krystalových formách, α-PtCl2 je hnědozelený, β-PtCl2 je tmavě červený, obě formy jsou nerozpustné ve vodě, ale dobře se rozpouští v kyselině chlorovodíkové za tvorby [PtCl4]2−.

## Struktura
Strukturně je podobný chloridu palladnatému. Tyto chloridy existují v polymerní formě (α) a šesterečné (β) struktuře. β forma po zahřátí na 500 °C přechází na formu α. V obou formách jsou atomy platiny koordinovány ke čtyřem chloridovým iontům. Každý chlorid je koordinován ke dvěma atomům platiny.

## Příprava
β-PtCl2 lze připravit zahříváním kyseliny hexachloroplatičité na vzduchu na teplotu 350 °C:
H2PtCl6 → PtCl2 + Cl2 + 2 HCl
Tato metoda se běžně používá, protože kyselinu hexachloroplatičitou lze vyrobit přímo z kovové platiny. Vodný roztok H2PtCl6 lze také redukovat solemi hydrazinu, ale tato metoda je pracnější.
Ačkoliv PtCl2 vzniká reakcí platiny s plynným chlorem, je obtížné zabránit vzniku chloridu platičitého (PtCl4). Ten se ale při teplotě nad 450 °C rozkládá zpět na chlorid platnatý a chlor:
PtCl4 → PtCl2 + Cl2

## Využití
Většina reakcí chloridu platnatého vede k tvorbě komplexů s ligandy (L), během nich dochází k depolymeraci přerušením vazeb Cl-Pt-Cl:
PtCl2 + 2 L → PtCl2L2
Tyto reakce mohou být matoucí, přídavkem amoniaku vznikne zdánlivě PtCl2(NH3)2, ale ve skutečnosti jde o Magnusovu zelenou sůl, [PtCl4][Pt(NH3)4].
Mnoho komplexů platiny nachází praktické využití, například:
- růžový K2PtCl4, široce rozšířený, ve vodě rozpustný derivát.
- bezbarvý cis-PtCl2(NH3)2, známý jako cisplatina.
- bezbarvý cis-PtCl2(P(C6H5)3)2, jednoduše krystalizovatelný komplex, který slouží k přípravě komplexů typu PtX(Cl)(P(C6H5)3)2 (X = H, CH3, atd.).

Některé z těchto látek jsou zajímavé pro organickou chemii (homogenní katalýzu) nebo jako léčiva.